# Brachythecium woronowii
Brachythecium woronowii là một loài rêu trong họ Brachytheciaceae. Loài này được Thér. mô tả khoa học đầu tiên năm 1918.